# The Heroin diaries: spillror ur ett rockstjärneliv
The Heroin diaries: spillror ur ett rockstjärneliv är en självbiografi av rockstjärnan, författaren och före detta heroinisten Nikki Sixx, mest känd som basist i den amerikanska rockgruppen Mötley Crüe. Boken är en sammanställning av författarens dagbok, observationer från vänner och anteckningar från den tid då Nikki Sixx var som värst i sitt missbruk och på toppen av sin musikaliska karriär.